# Dietmar Schmale

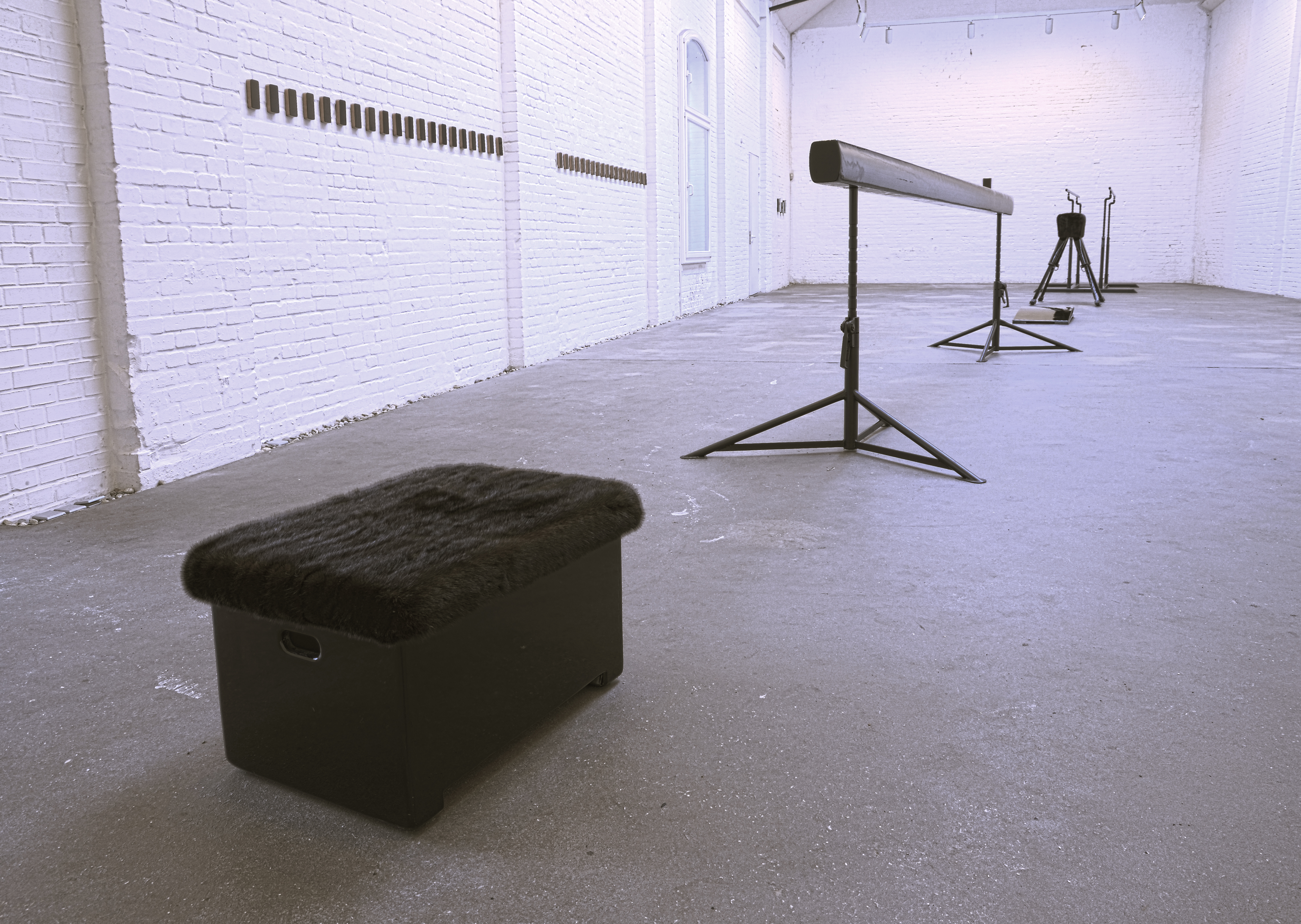
Installation „o.T. …“, Installation mit Turngeräten, Klavierlack, Nerz, 2011

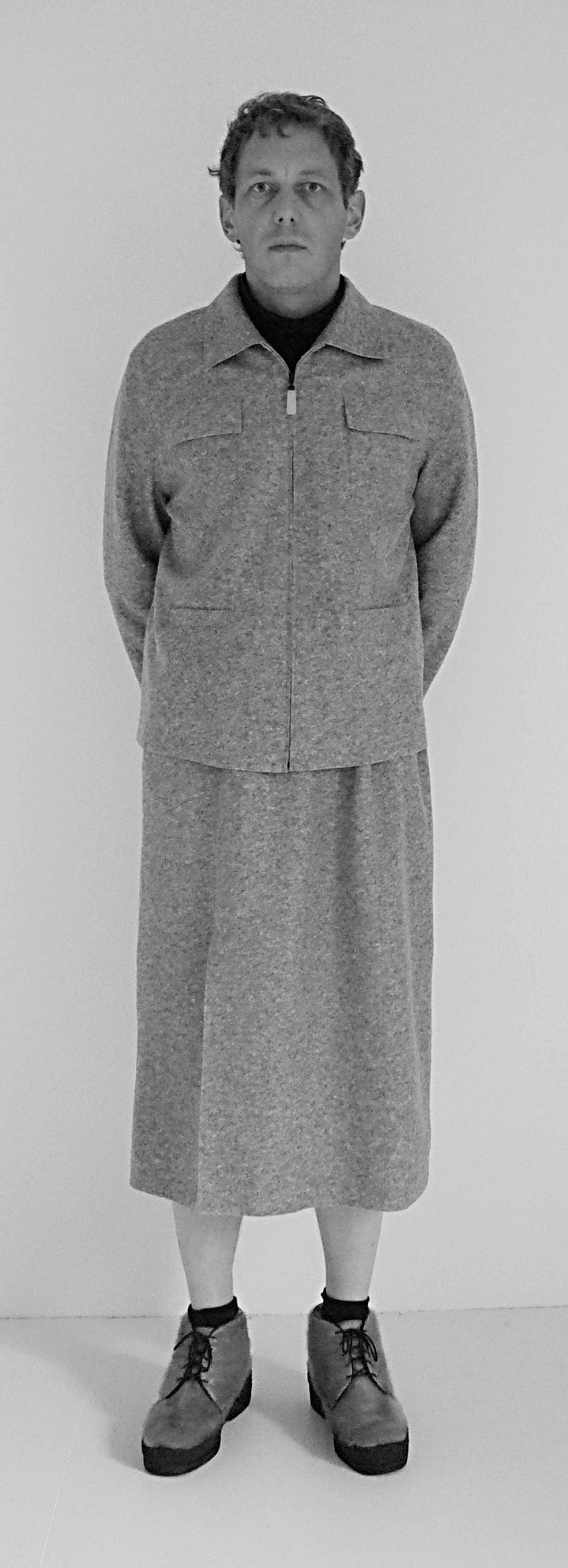
„Ich, im Filzkostüm von Josephine Beuys, mit Fellschuhen“, Filzkostüm, Fellschuhe, 2000

Dietmar Schmale (* 1967 in Rheine) ist ein deutscher Konzeptkünstler. Er agiert auch unter dem Pseudonym Do. Billig.

## Leben und Werk
Dietmar Schmale studierte ab 1988 Medizin an der Westfälischen Wilhelms-Universität in Münster. 1998 wechselte er zur AKI in Enschede, um dort Freie Kunst zu studieren. Von 2000 bis 2001 war Schmale Gaststudent an der Kunstakademie Münster bei Timm Ulrichs.
Anlässlich der Regionale 2004 zeigte Schmale die Skulptur „Cum grano salis“. Dabei handelt es sich um annähernd 20 Tonnen Salz, welches in Blöcken im Park der Saline Gottesgabe in Rheine gruppiert wurde. Assoziationen zu einem Dolmen oder Hünengrab liegen nahe.
In einer Installation mit dem Titel o.T. verfremdet er diverse Turngeräte durch Überlackierung mit Klavierlack, die Lederteile wurden mit edlem Nerzfell überzogen.
Eine Langzeitperformance bestand darin, dass Schmale 2009 das Stereotyp der „polnischen Putzfrau“ aufgriff, um sich selbst als Pendant dazu in die Rolle des „deutschen Putzmanns“ zu begeben. Zum ortsüblichen polnischen Lohn arbeitete Schmale zehn Tage lang als Reinigungskraft in Danzig. Die Dokumentation dieser Performance hat den Titel Restitution – kultureller Austausch / Restytucja – wymiana kulturalna und wurde in der Städtischen Galerie Danzig präsentiert. Den Performancekünstler Tehching Hsieh führt Schmale als künstlerisches Vorbild an.
Ein Langzeitprojekt von Schmale ist eine Rauminstallation mit Büchern, die das Wort „Kunst“ im Titel tragen. Die Bücher sind in Holzkästen geklebt und können nicht mehr gelesen werden. Sie sind weder Bild, noch Möbel noch Skulptur. Die Kunst, Abschied zu nehmen vom Kunstbegriff ist ein Künstlerbuch, das sich ebenfalls mit Büchern beschäftigt, die den Begriff „Kunst“ enthalten.

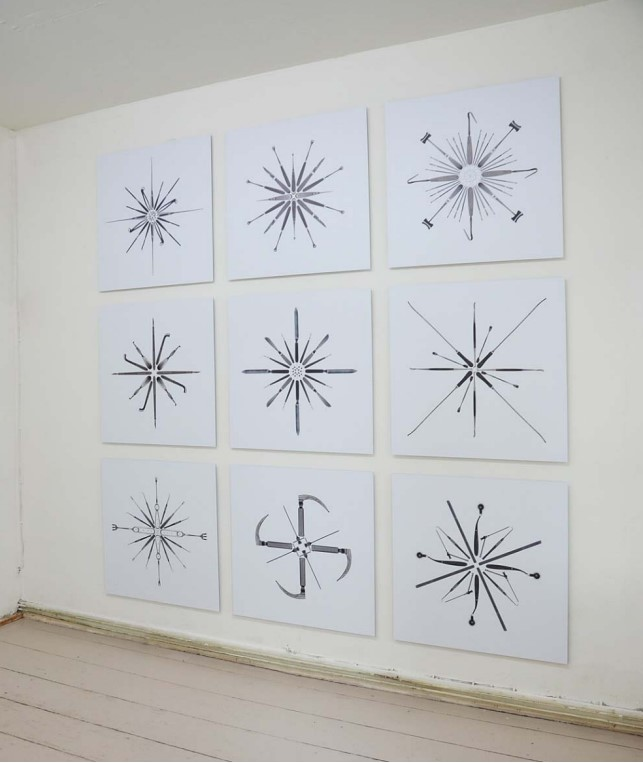
„Mandalas“, Digiprints auf Aludibond, je 90 × 90 cm, seit 2011

Eine Serie von Fotoarbeiten sind Schmales Mandalas aus OP-Besteck, Amputationssäge, Skalpell und ähnlichen Gerätschaften aus den Jahren 2011 und 2012.

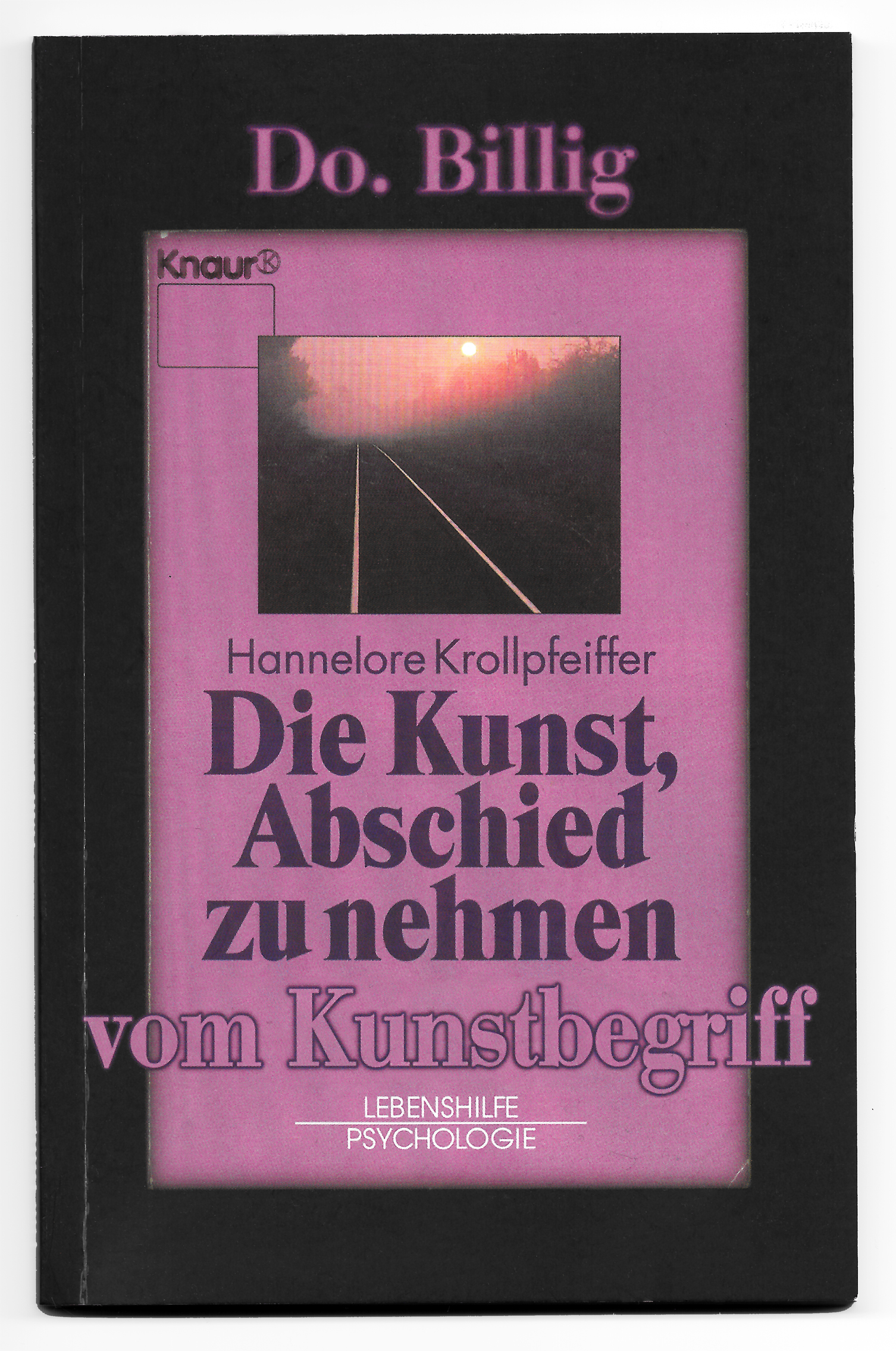
… vom Kunstbegriff, Künstlerbuch, 1000er Auflage

Schmale arbeitet künstlerisch oft seriell, meist ausgehend von selbst angelegten Bildersammlungen. So stellte er auf der 2. Biennale Sektor Sztuki in Kattowitz 2009 die Arbeit cultural €xchange aus, bestehend aus 308 historischen Postkarten von überwiegend in den Weltkriegen zerstörten Kirchen, arrangiert zu einem überdimensionalen Eurozeichen. 2022 präsentierte er das Künstlerbuch Die tausend Bräute des Do. Billig, begleitet von einer Ausstellung mit 1003 Bildern. Seit 2021 sammelt er dazu Fotos von Bräuten aus Brautkleid-Verkaufsanzeigen, in denen sich die Verkäufer mittels Bildbearbeitungstechniken unkenntlich gemacht haben. Seine Sammlung umfasst mehr als 11.000 Brautbilder.
An den Heroen der Kunstgeschichte arbeitet sich der Künstler regelmäßig ab, etwa, indem er sich in dem Filzkostüm der Josefine Beuys selbst ablichtet.

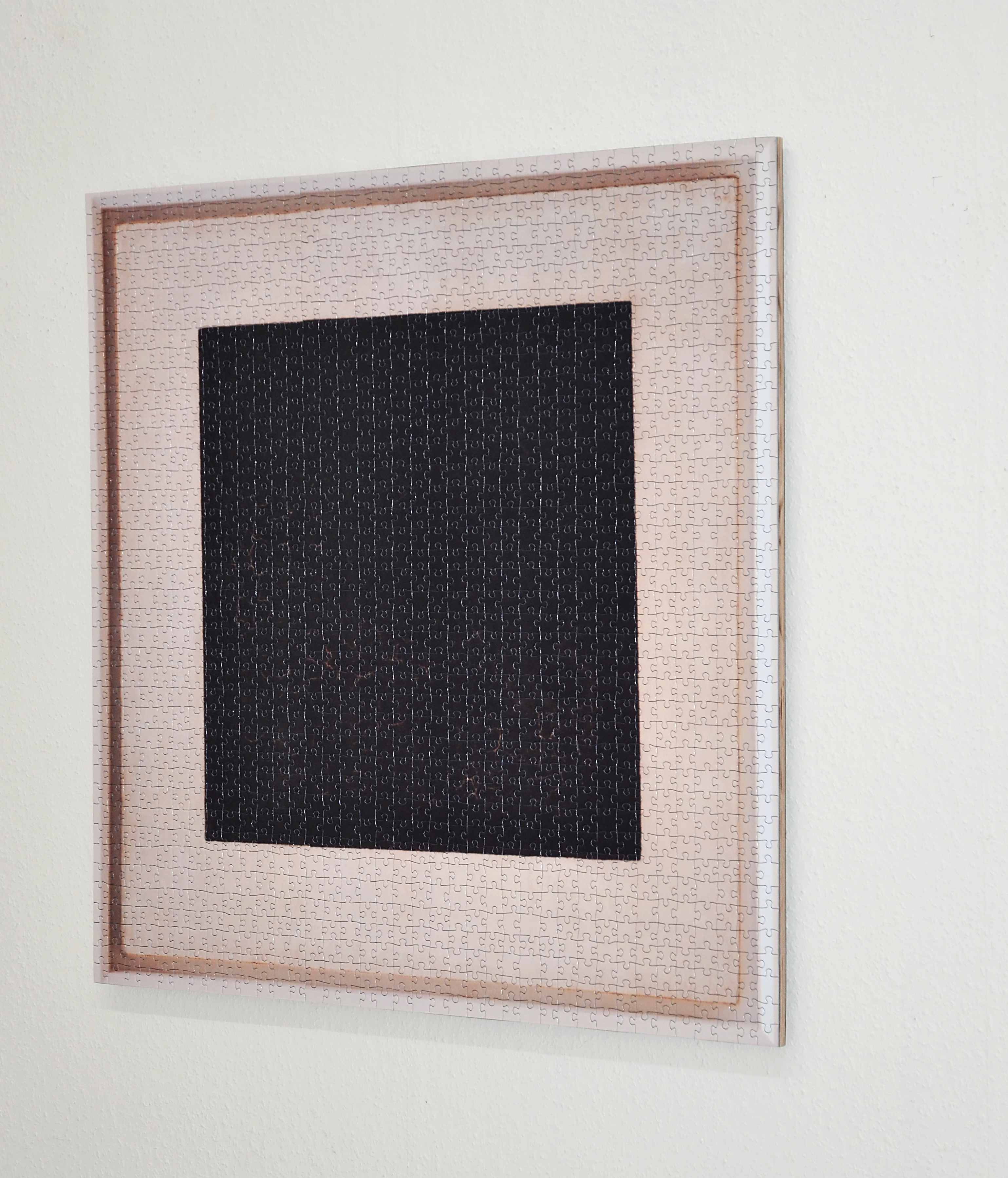
Multiple „Schwarzes Quadrat von Malewitsch von 1915“, 1500-Teile Puzzle, 70 × 70 cm, 2017

In seiner Installation Eiche im Abteiwald positionierte er 50/60er-Jahre Eichenschrankwände in einem Wald an einem ehemaligen Kloster, schmunzelnd Bezug nehmend auf Caspar David Friedrichs Abtei im Eichwald. Das Schwarze Quadrat von Kasimir Malewitsch aus dem Jahr 1915 dekonstruierte er mittels eines Multiples. Es besteht aus einer Fotografie des Originalgemäldes, das Schmale nunmehr als 1500-Teile-Puzzle anbietet.
Dietmar Schmale ist Mitglied im Bundesverband Bildender Künstlerinnen und Künstler (BBK) und in der Künstlergemeinschaft Welbergener Kreis.

## Ausstellungen (Auswahl)

### Einzelausstellungen
- 2009: Cultural €xchange, Galeria Rotunda, Poznan, Polen
- 2011: o. T. ... Kloster Bentlage, Rheine[9]
- 2011: Dietmar Schmale–About the neck tie museu da imagem em movimento-m|i|mo, Leiria[10]
- 2011: Im Museum wird nicht geheult, KunsthausBocholt, Euregio-KunstkreisBocholt
- 2012: *ich krieg dich, Kulturpalast Wedding International, Berlin[11]
- 2014: Die Kunst, Abschied zu nehmen vom Kunstbegriff, no cube, Münster[12]
- 2014: Rotorelief revisited Kloster Bentlage[13]
- 2015: Our Darkness Galerie Münsterland, Emsdetten[14]
- 2015: … vom Kunstbegriff, no cube, Münster
- 2017: Da sag ich nichts zu, dann können sie sich den Rest denken, Galerie Haus34 A, Bad Bentheim
- 2019: fail/fall, Berliner Kunstverein, Ahlen, Meschede, Münster, Essen, Gütersloh
- 2021: Meine ersten tausend Bräute–Do. Billig, Buchpräsentation, no cube, Münster
- 2022: Die tausend Bräute des Do. Billig, No cube, Münster[15]

### Gruppenausstellungen International
- 2000:4th International Artists Camp 2000, Habarana, Sri Lanka
- 2002:Jonge Beeldhouwers 2002, Kunstvereniging Diepenheim, Niederlande
- 2003:Art primeur 2003, Centrum Beeldende Kunst Dordrecht, Niederlande
- 2004:Viswakarma 2004, International Artists‘ Workshop, Cochin, Indien
- 2008:Spastykowanie, Galleria SektorX, Kattowitz, Polen
- 2009: Hommage, Fotogalerie Objectief, Enschede, Niederlande
- 2009: Restitution–kultureller Austausch/Restytucja–wymiana kulturalna, Biennale Sektor Sztuki 2009 – Biennale Sektor Sztuki Katowice, Katowice
- 2009: Poland–Germany 4:6, Biuro Wystaw Artystycznych w Katowicach, Katowice
- 2010: Nachbarn, Galerie Günter Grass, Danzig, Polen
- 2010:Issapnuota, Galerie 2 W, Vilnius, Litauen
- 2010: PerformancefestivalBeautiful Lies, Warschau, Polen
- 2012: Grassomania 4, Gdansk-Wrszesz, Polen
- 2012: „Strategie w sztuce interdyscyplinarnej“ - Dietmar Schmale, Festival Kregi Sztuki, Warschau, Polen[16]
- 2014: 5. Europejski Festiwal Szkol Artystycznych i Tworczosci Kregi Sztuki, Cieszyn, Katowitce, Krakow, Polen
- 2016: From here to there, m/i/mo–museu da imagem em movimento, Leiria, Portugal
- 2016: Kozanow-In Search of the Miraculous, Breslau, Europäische Kulturhauptstadt, Polen
- 2019: KunstenLandschap 2019, Lonneker, Enschede, Niederlande
- 2020: HUMOR HELPT, Schowburg Hengelo, Niederlande
- 2021: ETIKE(TE)–Laughter, 2nd international biennale Artistic vision, NovoMesto, Slowenien